# چیتگونگ-۷
چیتگونگ-۷ (به لاتین: Chittagong-7) یک منطقهٔ مسکونی در بنگلادش است که در ناحیه چیتاگونگ واقع شده‌است.